# Утембаев, Аббас Омарович
Абба́с Омарович Утемба́ев (1906, аул №13, Сузакский район, Южно-Казахстанская область, Российская империя — 1984) — советский государственный деятель. Нарком местной промышленности Казахской ССР. Министр местной топливной промышленности Казахской ССР. Депутат Верховного Совета Казахской ССР и член ЦК КП(б)К.

## Биография
Аббас Омарович родился в 1906 году в ауле №13 Сузакского района Южно-Казахстанской области. По национальности казах. В юности работал в профсоюзах и занимал руководящие должности в организациях народного питания и строительства. Затем активно участвовал в комитетах, направленных на развитие казахской экономики и казахизации транспорта.

### Трудовая деятельность
В 1925-1927 годах председатель профсоюза работников народного питания и пищевиков, затем ответственный инструктор Центрального правления союза строителей в г.Кзыл-Орда.
В 1927-1929 годах заместитель председателя линейного отдела союза строителей Турксиба.
В 1919-1930 годах ответственный секретарь Комитета казахизации и транспорта при Наркомате труда Казахской АССР.
В 1930-1933 годах слушатель курсов экономистов при МГУ.
С октября 1933 года заместитель директора треста «Ленгеруголь» в Южно-Казахстанской области.
В 1933-1935 годах директор Берчогурского рудоуправления в Актюбинской области.
В 1935-1936 годах заместитель управляющего треста «Казрудауголь» в г.Чимкент.
В 1936-1937 годах директор Туркестанского алебастрового завода, начальник строительства Састюбинского цементного завода.
В 1937-1940 годах заместитель директора, директор лесотопливной конторы, заместитель управляющего трестом «Казснабпром».
С сентября 1940 года заместитель наркома, с октября 1942 по июнь 1943 года нарком местной промышленности Казахской ССР. С июля 1943 года нарком, с марта 1946 по апрель 1951 года министр местной топливной промышленности Казахской ССР .
В 1951-1953 годах начальник Казглавместснабсбыта.
В 1953-1956 годах управляющий трестом «Казтоппром».
В 1956-1957 годах начальник отдела Министерства местной топливной промышленности Казахской ССР.
В 1957-1965 годах начальник управления снабжения и сбыта, затем заместитель председателя совнархоза Алма-Атинского экономического административного района.
В 1965-1971 годах заместитель министра мясной и молочной промышленности Казахской ССР.
С декабря 1971 года персональный пенсионер союзного значения.
Депутат Верховного Совета Казахской ССР II созыва (1947—1951) от Балыкчинского округа Южно-Казахстанской области.
Член ЦК КП(б)К (1949)

### Награды
Награжден орденом «Знак Почета» (1966) и медалями.